# Kirsten Lawton
Pour les articles homonymes, voir Lawton.
Kirsten Lawton, née le 17 novembre 1980 à Hemel Hempstead (Angleterre) est une gymnaste trampoliniste britannique.

## Biographie
Kirsten Lawton commence le trampoline dès son plus jeune âge et est entraînée par sa mère Sue Lawton. 
Elle se classe 19e en trampoline individuel et 5e par équipe des Championnats du monde de trampoline 1996 à Vancouver. Avec Claire Wright, elle est médaillée d'argent en trampoline synchronisé aux Championnats d'Europe de trampoline 1997. Aux Mondiaux de 1998, elle prend la 35e place du trampoline individuel et cinquième de l'épreuve par équipe. 
Elle fait partie de l'équipe britannique terminant cinquième des Championnats du monde 1999, compétition dans laquelle elle termine 23e individuellement. En 2000, elle est médaillée de bronze avec Claire Wright en trampoline synchronisé aux Championnats d'Europe.
Kirsten Lawton remporte la médaille de bronze mondiale par équipe en 2001, alors qu'elle ne parvient pas à passer le cap des qualifications en trampoline individuel. En 2002, elle remporte la médaille d'argent continentale avec Claire Wright en trampoline synchronisé ainsi que la médaille de bronze par équipe avec Wright et Aurora Necco.
Aux Championnats du monde de trampoline 2003, elle prend la sixième place du trampoline individuel et la cinquième place par équipe.
En 2004, elle remporte une nouvelle fois en trampoline synchronisé la médaille d'argent continentale avec Claire Wright ainsi que la médaille de bronze par équipe avec Wright, Necco et Katherine Driscol.
La gymnaste anglaise participe aux Jeux olympiques d'été de 2004 à Athènes ; elle est éliminée en qualifications.